# Churchville (Nueva York)
Churchville es una villa ubicada en el condado de Monroe, estado de Nueva York, Estados Unidos. Tiene una población estimada, en 2021, de 2174 habitantes.

## Geografía
La localidad está ubicada en las coordenadas 43°6′8″N 77°52′54″O / 43.10222, -77.88167 (43.102261, -77.881586).

## Demografía
Según la Oficina del Censo, en 2000 los ingresos medios de los hogares de la localidad eran de $55,357 y los ingresos medios de las familias eran de $63,333. Los hombres tenían ingresos medios por $45,667 frente a los $31,563 que percibían las mujeres. Los ingresos per cápita para la localidad eran de $23,190. Alrededor del 4.2% de la población estaba por debajo del umbral de pobreza.
De acuerdo con la estimación 2016-2020 de la Oficina del Censo, los ingresos medios de los hogares de la localidad son de $71,250 y los ingresos medios de las familias son de $91,438. Alrededor del 4.7% de la población estaba por debajo del umbral de pobreza.